# Hopea cordifolia
Hopea cordifolia är en tvåhjärtbladig växtart som beskrevs av Trim.. Hopea cordifolia ingår i släktet Hopea och familjen Dipterocarpaceae. Inga underarter finns listade i Catalogue of Life.